# Gu Xiaoli
Gu Xiaoli (chinesisch 顾晓黎; * 28. März 1971 in der Provinz Liaoning) ist eine ehemalige chinesische Ruderin.

## Sportliche Karriere
Gu Xiaoli trat bei den Weltmeisterschaften 1991 in Wien in zwei Bootsklassen an. Im Doppelzweier belegte sie zusammen mit Lu Huali den vierten Platz und im Doppelvierer gewann sie das B-Finale und rangierte damit auf dem siebten Platz. Bei den Olympischen Spielen 1992 in Barcelona gewannen Gu Xiaoli und Lu Huali die Bronzemedaille im Doppelzweier hinter den Deutschen Kerstin Köppen und Kathrin Boron sowie den Rumäninnen Elisabeta Lipă und Veronica Cochela.
1993 gewannen Cao Mianying, Gu Xiaoli, Liu Xirong und Zhang Xiuyun im Doppelvierer den Titel bei den Weltmeisterschaften 1993 in Račice u Štětí vor den Booten aus Deutschland und den Vereinigten Staaten. Zwei Jahre später belegte Gu Xiaoli bei den Weltmeisterschaften 1995 in Tampere den siebten Platz im Doppelvierer. Bei den Olympischen Spielen 1996 in Atlanta belegten Cao Mianying, Zhang Xiuyun, Liu Xirong und Gu Xiaoli den fünften Platz mit weniger als einer Sekunde Rückstand auf die zweitplatzierten Ukrainerinnen.
Die 1,65 m große Gu Xiaoli trat auch in den 2000er Jahren noch gelegentlich im Ruder-Weltcup an, an die Erfolge aus den Anfangsjahren ihrer Karriere konnte sie nicht mehr anknüpfen.